# Peter Birch Sørensen
 Der er flere personer med dette navn, se Peter Sørensen.
Peter Birch Sørensen (født 29. januar 1955 i Nørre Aaby) er en dansk økonom og professor ved Københavns Universitet. Han er bl.a. kendt for sin rolle som overvismand 2004-2009 og som formand for Klimarådet 2014-18. Han er fra marts 2019 klimakommentator på dagbladet Politiken.

## Karriere
Peter Birch Sørensen blev cand.polit. i 1980 og ph.d. i økonomi i 1985, begge dele på Københavns Universitet. Han har været professor ved Handelshøjskolen i København 1991-1995, hvorefter han flyttede til sit nuværende professorat. Her har han været med til at stifte Economic Policy Research Unit.
Han var i 1997-1999 medlem af formandskabet i Det Økonomiske Råd (vismand) og i 2004-2009 overvismand, det vil sige formand for De Økonomiske Råd.
2010-11 havde han orlov fra universitetet, mens han var vicedirektør og cheføkonom i Danmarks Nationalbank.
2012-14 ledede han som formand arbejdet i Produktivitetskommissionen.

2009 blev han Ridder af Dannebrog.

## Forskning
Peter Birch Sørensens forskningsindsats har især ligget inden for felterne skattepolitik, makroøkonomi samt miljø-, ressource- og klimaøkonomi. Sammen med sin professorkollega og efterfølger som overvismand, Hans Jørgen Whitta-Jacobsen, har han skrevet en meget udbredt lærebog i makroøkonomi Introducing Advanced Macroeconomics
- Growth and Business Cycles, der anvendes i undervisningen på en række universiteter i Danmark og andre europæiske lande.

## Formand for Klimarådet
1. december 2014 blev han udnævnt som den første formand for det nyetablerede Klimaråd, der skulle rådgive regeringen i spørgsmål om klimapolitik. I den forbindelse blev hans nye position straks af pressen døbt "klimavismand".
Da Birch Sørensens 4-årige formandsperiode udløb i 2018, valgte regeringen ikke at genudnævne ham, selvom han havde udtrykt ønske om at fortsætte. Det gav anledning til en del debat, da både oppositionspolitikere og flere forskere og kommentatorer udtrykte bekymring for Klimarådets uafhængighed. Peter Birch Sørensen fortalte, at regeringen tidligere direkte havde opfordret Klimarådet til at afholde sig fra kritik af regeringens politik. En økonomiprofessor og tidligere vismand udtalte, at vragningen af Peter Birch Sørensen havde vakt stor opsigt i forskerkredse, da Birch Sørensen var kendt som den absolut bedste faglige kompetence på området, og andre eksvismænd udtrykte bekymring for Klimarådets uafhængighed. Professor i forvaltningsret Michael Gøtze kaldte sagen betænkelig, og avisen Berlingske skrev i en leder, at regeringens optræden i sagen lugtede af en politisk skandale. Venstres klimaordfører Thomas Danielsen udtalte, at der længe i Venstre havde været mistillid til Peter Birch Sørensen og Klimarådet, og at man ville rette op på det ved at udskifte formanden, mens klimaminister Lars Christian Lilleholt afviste, at der var tale om en politisk fyring, og statsminister Lars Løkke Rasmussen sagde, at Peter Birch Sørensens efterfølger som formand Peter Møllgaard ville have en mere "markedsorienteret" tilgang til miljøpolitikken, og at han ikke forstod, at Peter Birch Sørensen "sådan forsøger at lave halvt martyrium ud af det her."